# Tommaso Monti
Pietro Tommaso Monti (Forlì, 12 febbraio 1868 – Monte San Gabriele, 29 agosto 1917) è stato un generale italiano, decorato con la medaglia d'oro al valor militare alla memoria nel corso della prima guerra mondiale.

## Biografia
Nacque a Forlì nel 1868, figlio di Leopoldo ed Antonella Pignacca. Frequentò il liceo "Giovanni Plana" di Alessandria, e poi, nell'ottobre del 1886, fu ammesso a frequentare la Regia Accademia Militare di Fanteria e Cavalleria di Modena da cui uscì il 6 agosto 1888 con il grado di sottotenente, assegnato all'arma di fanteria in forza al 21º Reggimento fanteria di stanza ad Alessandria. Promosso tenente il 12 giugno 1892, l'anno successivo ritorna in servizio alla Scuola militare di Modena come ufficiale di governo Nel 1901, trasferito al Corpo di Stato maggiore, fu ammesso a frequentare i corsi della Scuola di guerra di Torino. L'anno successivo fu promosso capitano in forza al 44º Reggimento fanteria. Prestò servizio in successione presso le Divisioni militari di Piacenza (7ª) e Messina. e il 22 aprile 1903 si sposa a Felizzano con la signorina Maria Antonietta Serassio.. Nel 1908 divenne professore di storia e arte militare presso la Regia Accademia Militare di Modena, rimanendovi per i successivi cinque anni. Promosso maggiore nel 1913, lasciò la Scuola per assumere il comando di un battaglione del 55º Reggimento fanteria.
All'atto dell'entrata in guerra del Regno d'Italia, avvenuta il 24 maggio 1915, rientrò in servizio presso lo Stato maggiore, svolgendo delicati incarichi. Divenuto tenente colonnello e Capo di stato maggiore della 35ª Divisione, partecipò ai combattimenti sul Carso. Nel mese di novembre assunse il comando del 201º Reggimento fanteria della Brigata Sesia, allora in fase di costituzione,  prendendo posizione nella zona tra Malo e Marano Vicentino il 3 aprile 1916. Ritornò al fronte il 16 maggio, con l'inizio della battaglia degli Altipiani, raggiungendo l'altopiano di Folgaria e distinguendosi, successivamente, nei combattimenti in Val Posina, Vallarsa e al Passo della Borcola. Nel mese di novembre fu trasferito, in qualità di Capo di stato maggiore, al XX Corpo d'armata, venendo promosso maggiore generale nel maggio del 1917. Comandò dapprima la Brigata Chieti (6 maggio-14 agosto 1917) schierata nella Valli Giudicarie, e poi della Brigata Forlì (21-29 agosto 1917) con cui partecipò ai durissimi combattimenti sul Monte San Gabriele nel corso dell'undicesima battaglia dell'Isonzo. Trovò la morte il 29 agosto, durante uno dei più duri, e contrastati dal nemico, assalti al San Gabriele, colpito da una scheggia di granata. Per onorarne il coraggio, con Regio Decreto 11 maggio 1922, gli fu conferita la medaglia d'oro al valor militare alla memoria. La sua città natale lo ha ricordato intitolandogli una via.
Anche il paese di Felizzano, dove viveva in provincia di Alessandria, gli ha dedicato una via.
Una caserma all'interno della Scuola di Fanteria di Cesano (RM) ]orta il suo nome.

### Annotazioni
1. ↑  Di professione militare di carriera nel Regio Esercito, era originario di Acqui Terme.
2. ↑  Cioè come membro della direzione dell'istituto.

### Fonti
1. 1 2 3 4 5 6 7 8 9 10  Generals.
2. 1 2  Coltrinari, Ramaccia 2018, p. 134.
3. ↑  ASCF, Atti di matrimonio, 1903, n. 13.
4. 1 2 3 4 5  Coltrinari, Ramaccia 2018, p. 135.
5. ↑  Balestra 2000, pp. 92-93.
6. ↑  Sito web del Quirinale: dettaglio decorato.